# История Бога (книга)
История Бога (англ. A History of God, в русс. издании полное название: История Бога: 4000 лет исканий в иудаизме, христианстве и исламе) — научно-популярная книга британского религиоведа Карен Армстронг, вышедшая в 1993 году. Описывает историю трех основных монотеистических религии: иудаизма, христианства и ислама, а также буддизма и индуизма. Эволюция идеи Бога прослеживается от ее древних корней на Ближнем Востоке до наших дней. Бестселлер The New York Times.

## Содержание

### Иудаизм
В начале описывается подъем культа Яхве (Йа́хве, Я́гве, часто встречается вариант Иего́ва), одного из божеств Ханаана. По словам автора, культ Яхве поддерживался множеством этнических групп, которые мигрировали в Ханаан в три этапа. Яхве был уникален на древнем Ближнем Востоке тем, что фактически участвовал в мирской жизни своих поклонников.
Затем она исследует источники Пятикнижия, как объединения работ четырех предполагаемых авторов или групп авторов, известных как J, E, P и D. Кроме того, она исследует некоторые текстовые противоречия, которые присутствуют в Пятикнижии в результате теологического противоречия между этими авторами или группами авторов. По Армстронг эти противоречия можно увидеть, например, в контрастных записях о теофантах. Яхвист (J) пишет об очень «близких» встречах между Авраамом и Яхве, в то время как Элохист (Е) (E) «предпочитает дистанцировать событие и описывает старые легенды менее антропоморфными».
Далее следует исследование главных израильских пророков, в том числе Исаии, второго Исаии, Осии и Иезекииля, и вклад каждого из них в понимание Бога в иудаизме.

### Христианство
Затем автор обращается к историям, приписываемым жизни Иисуса. Она определяет его корни в фарисейской традиции Гиллеля Старшего и его влияние на еврейскую концепцию бога. Рассматривается смерть Иисуса и сопутствующая ему символика, в том числе различные конструкции, которые, в частности, Павел, приписывают этим событиям.
Книга исследует распространение концепции троицы, ведущего к Никейскому Символу веры, и прослеживает эволюцию христианской концепции Бога и Троицы в соответствующих восточных и западных традициях.

### Ислам
Исследуются возникновение Ислама и его понимание природы Бога в нём. Армстронг анализирует, как современный шиитский ислам, с его акцентом на социальные действия на службе Аллаха, исламского пророка Мухаммеда и шиитских имамов, стал ключевым фактором, приведшим к иранской революции 1979 года.
В последующих главах рассматриваются соответственно как философские подходы к идее Бога, так и мистические отношения с Богом.
Армстронг обсуждает рост современной христианской религиозности, в частности протестантизм Мартина Лютера и Жана Кальвина .

### Заключение
В последних главах рассматривается понятие смерти Бога и идея Бога в постмодернистском мире.